# Plukenetia carabiasiae
Plukenetia carabiasiae là một loài thực vật có hoa trong họ Đại kích. Loài này được J.Jiménez Ram. miêu tả khoa học đầu tiên năm 1993.